# (36838) 2000 SK110
2000 SK110 (asteroide 36838) é um asteroide da cintura principal. Possui uma excentricidade de 0.08988540 e uma inclinação de 2.23119º.
Este asteroide foi descoberto no dia 24 de setembro de 2000 por LINEAR em Socorro.